# Ulrich Seidl
Ulrich Maria Seidl (24 de novembre de 1952 a Viena) és un director de cinema austríac, escriptor i productor. L'any 2005 va ser membre del jurat al 27è Festival de Cinema Internacional a Moscou.
El seu film Dog Days va ser gravat al llarg de més de tres anys durant els dies més calents d'estiu. Entre altres premis, va guanyar el gran premi del jurat a Venècia l'any 2001.
L'any 2012 el seu film Paradise: Love va competir per la Palma d'Or al Festival de Cinema de Cannes. La seqüela Paradise: Faith va guanyar el premi especial del jurat a la 69a edició del Festival Internacional de Venècia. La part final de la trilogia, Paradise: Hope, va ser estrenada en competició al 63è Festival Internacional de Cinema a Berlín.
Seidl va anunciar que assistiria l'any 2014 al Festival de Cinema de Jerusalem, però va acabar cancel·lant la seva visita a causa de la tensió política a la regió.

## Biografia
Seidl va créixer en una família catòlica romana. Tot i que volia convertir-se en sacerdot, va estudiar periodisme i teatre a la Universitat de Viena. Després, va estudiar cinematografia a l'Acadèmia de Cinema de Viena, on va produir el seu primer curtmetratge, One-Forty. Dos anys més tard va produir la seva primera pel·lícula de llargmetratge, The Ball.

## Estil
Ulrich no es considera un autor de documentals, però moltes de les seves pel·lícules són sovint mescla de ficció i no-ficció. A més, moltes de les seves pel·lícules se situen al seu país natal, Àustria.

## Filmografia
- 1980 One Forty (Einsvierzig) (short)
- 1982 The Prom (Der Ball) (short)
- 1990 Good News
- 1992 Losses to Be Expected (Mit Verlust ist zu rechnen)
- 1994 The Last Men (Die letzten Männer) (TV)
- 1995 Animal Love (Tierische Liebe)
- 1996 Pictures at an Exhibition (Bilder einer Ausstellung) (TV)
- 1997 The Bosom Friend (Der Busenfreund) (TV)
- 1998 Fun without Limits (Spass ohne Grenzen) (TV)
- 1999 Models
- 2001 Dog Days (Hundstage)
- 2002 State of the Nation (Zur Lage)
- 2003 Jesus, You Know (Jesus, Du weisst)
- 2004 Our Father (Vater unser) (filmed stage play)
- 2006 Brothers, Let Us Be Merry (Brüder, laßt uns lustig sein) (short)
- 2007 Import/Export
- 2012 Trilogia Paradise (Paradies)
  - Paradise: Love (Paradies: Liebe)
  - Paradise: Faith (Paradies: Glaube)
  - Paradise: Hope (Paradies: Hoffnung)
- 2014 Im Keller
- 2016 Safari

## Premis
- IDF Amsterdam Special Jury Prize - 1993 Loss Is to Be Expected
- Sarajevo Audience Award - 1999 Models
- Gijón Grand Prix Asturias - 2001 Dog Days
- Venice Silver Lion - 2001 Dog Days
- Karlovy Vary Best Feature Documentary - 2003 Jesus, You Know